# Gonzague Saint Bris

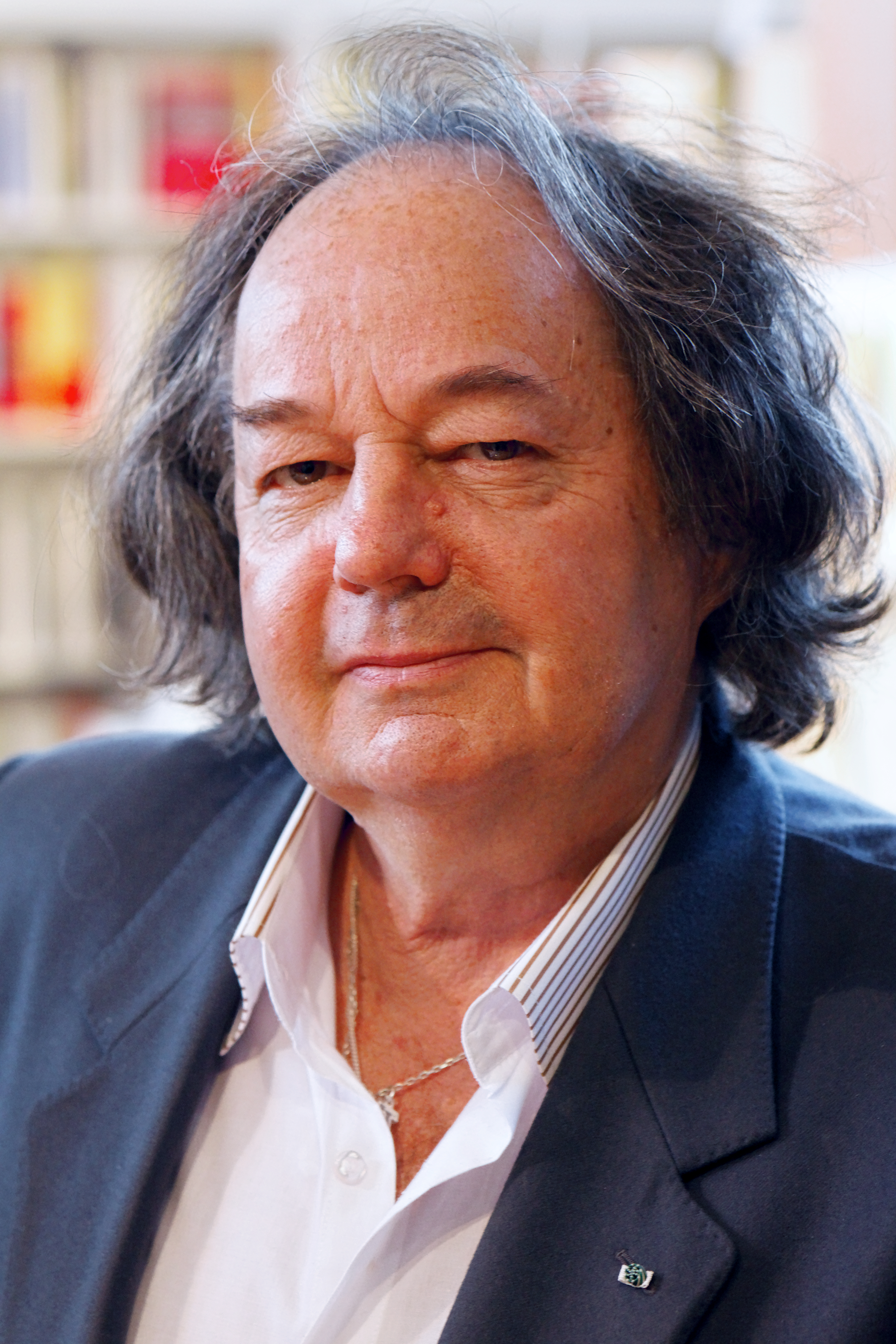
Gonzague Saint Bris (2011)

Gonzague Saint Bris (* 26. Januar 1948 in Loches; † 8. August 2017 in Saint-Hymer, Département Calvados) war ein französischer Schriftsteller und Journalist.

## Leben
Saint Bris wurde 1948 als Sohn des Diplomaten Hubert Saint Bris und dessen Ehefrau Agnès Manne geboren und wuchs auf Schloss Clos Lucé auf. Nach dem Besuch der Saint-Philip’s School in London, der École Gerson in Paris und dem Collège Saint-Joseph de Tivoli in Bordeaux arbeitete Saint Bris ab 1967 als Journalist für Vigie marocaine und Nouvelle République, dann als Literaturkritiker für Le Figaro, France Soir und Elle und als Moderator bei Europe 1 und anderen Hörfunksendern. Ab 1987 war er Leiter der Abteilung „Strategie und Entwicklung“ bei dem Verlag Hachette, ab 2001 dann Herausgeber der Femme10 und Autor für Paris Match. Auch als Kulturmanager machte sich Saint Bris einen Namen. So gründete er 1983 das Filmfestival Cabourg und 1995 das Literaturfestival La Forêt des livres.
Saint Bris schrieb mehr als 50 Bücher, darunter mehrere Romane und Biografien. 2002 erhielt er den Prix Interallié für Les Vieillards de Brighton. Auf Deutsch erschien 1999 Zu Gast bei Balzac. Dichter und Genießer im Heyne Verlag.
Saint Bris starb im August 2017 im Alter von 69 Jahren bei einem Autounfall in der Normandie.

## Werke (Auswahl)
- Qui est snob ?. Calmann-Lévy, 1973
- Athanase ou la manière bleue. Éditions Julliard, 1976
- Ligne ouverte au cœur de la nuit. Robert Laffont, 1978
- Le Romantisme absolu. Éditions Stock, 1978
- La Nostalgie, camarades !. Albin Michel, 1982
- Les Histoires de l' Histoire. Michel Lafon, 1987
- Les Dynasties brisées. Jean-Claude Lattès, 1992
- Les Aiglons dispersés. Jean-Claude Lattès, 1993
- Les Septennats évanouis. Jean-Claude Lattès, 1995
- mit Wladimir Fedorowski: Les Égéries russes. Jean-Claude Lattès, 1994
- Desaix, le sultan de Bonaparte. Librairie académique Perrin, 1995
- Les Septennats évanouis, Jean-Claude Lattès, 1995
- Romans secrets de l' histoire. Michel Lafon, 1996
- Les Égéries romantiques. Jean-Claude Lattès, 1996
- Agnès Sorel, beauté royale. Éditions de La Nouvelle République, 1998
- Les Larmes de la gloire. Éditions Anne Carrière, 1998
- Alfred de Vigny ou la Volupté et l’honneur. Grasset, 1998
- Le Sacre… et Bonaparte devint Napoléon. Taillandier, 1999
- mit Jean Bardet: Le Bel Appétit de Monsieur de Balzac. Éditions du Chêne, 1999
- Je vous aime, inconnue. Balzac et Ewelina Hańska. Le Nil, 1999
- Les Vingt ans de l'Aiglon. Taillandier, 2000
- mit Alain Ducasse: La Grande vie d' Alexandre Dumas. Minerva, 2001
- Le Coup d’éclat du 2 décembre. Taillandier, 2001
- Les Vieillards de Brighton. Grasset, 2002
- Les Princes du Romantisme. Robert Laffont, 2003
- Mes châteaux de la Loire. Flammarion, 2003
- Sur les pas de George Sand. Presses de la Renaissance, 2004
- mit Éric Fréchon: L’Éducation gourmande de Flaubert. Minerva, 2004
- L’Enfant de Vinci. Grasset, 2005
- Léonard ou le génie du Roi au Clos Lucé. CLD, 2005
- Sur les pas de Jules Verne. Presses de la Renaissance, 2005
- La Fayette. Télémaque, 2006
- Sur les pas de Léonard de Vinci. Presses de la Renaissance, 2006
- Les Romans de Venise. Rocher, 2007
- Histoires d’Été. Télémaque, 2007
- Marie, l’ange rebelle. Éditions Belfond, 2007
- François I. et la Renaissance. Télémaque, 2008
- Henry IV. et la France réconciliée. Télémaque, 2009
- La Malibran. Éditions Belfond, 2009
- Alfred de Musset. Éditions Grasset, 2010
- Au Paradis avec Michael Jackson. Presses de la Cité, 2010
- Balzac - Une vie de roman. SW Télémaque, 2011
- Rosa Bonheur - Liberté est son nom. Robert Laffont, 2012
- En tête à tête avec Victor Hugo. Grund, 2012
- Louis XIV. et le Grand Siècle. Télémaque, 2012
- Marquis de Sade - L'ange de l'ombre. Télémaque, 2013
- Le goût de Stendhal. Télémaque, 2014
- Louis XI., le méconnu. Albin Michel, 2015
- Un ruban de rêve. Le premier festival de Cannes. Steinkis Groupe/Éditions Prisma, 2016
- Déshabillons l'histoire de France : Tableau des mœurs françaises. Xo Éditions, 2017

## Auszeichnungen

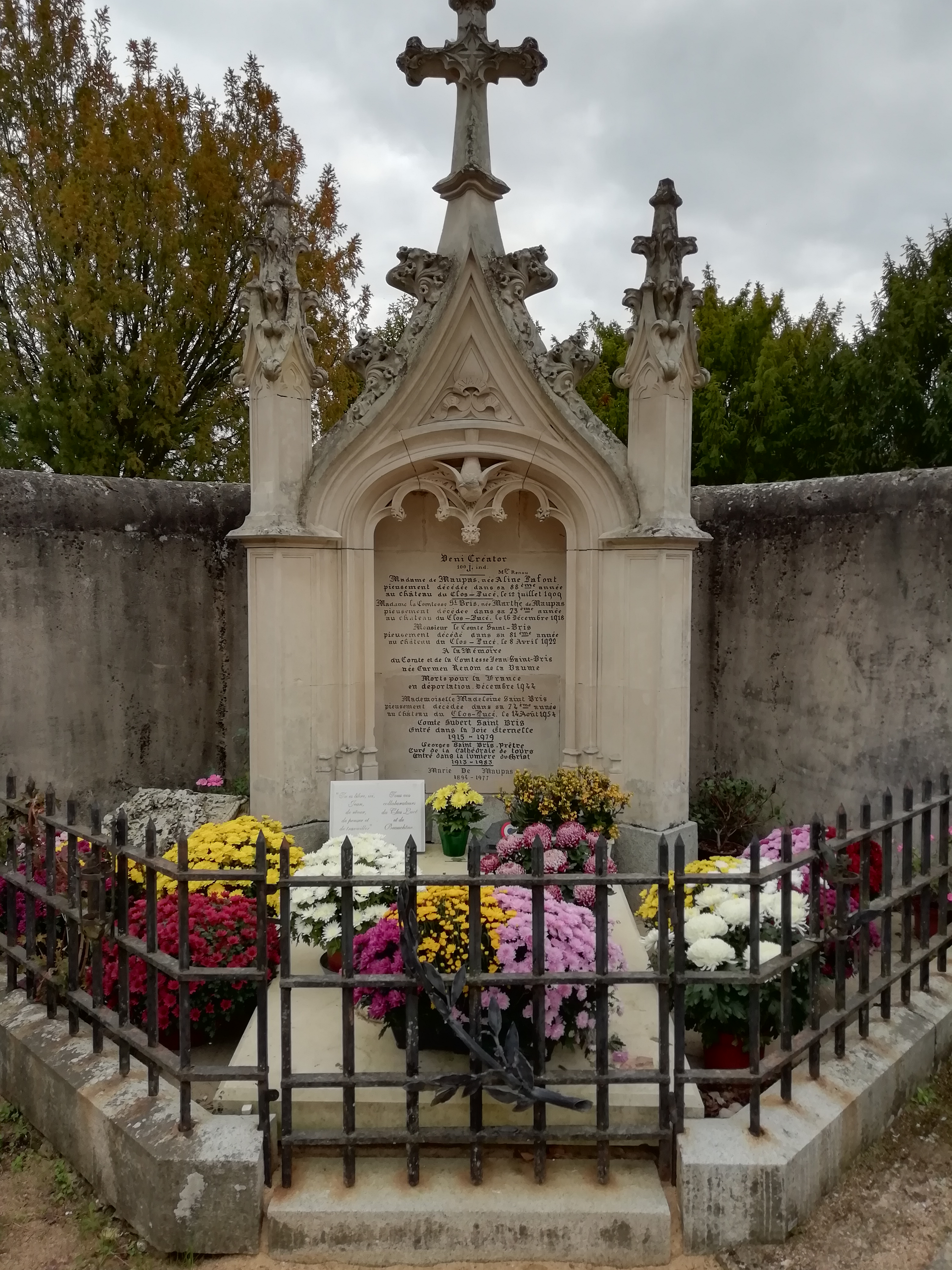
Grab in Amboise.

- 1996: Prix Dupleix für Desaix, le sultan de Bonaparte
- 1988: Prix du bicentenaire für Alfred de Vigny ou la Volupté et l’honneur
- 1999: Prix Cœur de la France für Je vous aime, inconnue. Balzac und Ewelina Hańska
- 1999: Prix Gourmand für Le Bel Appétit de Monsieur de Balzac
- 2001: Prix de l’Art de vivre für  La Grande vie d' Alexandre Dumas
- 2002: Prix Interallié für Les Vieillards de Brighton[1]
- 2005: Prix des Romancières für L’Enfant de Vinci
- 2016: Prix Hugues Capet für Louis XI, le méconnu